# 大顶墓地
大顶墓地，位于中国青海省海东市乐都区寿乐乡王佛寺村，为青海省市县级文物保护单位，公布日期为1983年5月23日，类型为古墓葬。
大顶墓地的历史年代为新石器时代。